# Association canadienne pour la santé mentale
L'Association canadienne pour la santé mentale est une association bénévole fondée dans le but de promouvoir les différents organismes de la santé mentale. L'association a été fondée le 26 avril 1918 par les docteurs Clarence M. Hincks et Clifford Whittingham Beers. Originellement nommée Comité national canadien d'hygiène mentale, elle est l'une des plus vieilles organisations de la santé encore opérante au Canada.
Chaque année, les divisions et branches à travers le Canada promeut un service de plus de 100 000 canadiens et 10 000 volontaires.